# Sindangmukti (Panumbangan)
Sindangmukti is een bestuurslaag in het regentschap Ciamis van de provincie West-Java, Indonesië. Sindangmukti telt 2636 inwoners (volkstelling 2010).